# Dong-Volksreligion
Die Dong-Volksreligion ist eine Naturreligion, die bei den Dong, einer ethnischen Minderheit aus China verbreitet ist.
Die Dong (chinesisch 侗族 und Dòngzú), auch Kam genannt; Endonym: Gaeml,kɐ́m, ein Kam-Sui-Sprachen sprechendes Volk, sind als eine der 56 Völker Chinas offiziell von der Volksrepublik China anerkannt. Die Dong leben hauptsächlich im Osten Guizhous, im Westen Hunans und im Norden Guangxis in China. Kleine Gebiete mit Dong-Sprechern gibt es in der Provinz Tuyên Quang in Vietnam. Das Volk der Dong nennt sich Kam, Geml, Jeml oder Gaelm.
Die Dong sind traditionell polytheistisch mit vielen Elementen des Animismus. Als Totem dienen unter anderem Schildkröten, Schlangen und Drachen. Für die Ahnenverehrung relevante mythische Figuren sind Song Sang, Song En, Zhang Liang, and Zhang Mei. Allerdings sind die Dong durch historische Kontakte mit den Han vom Buddhismus, Taoismus und Konfuzianismus beeinflusst worden. Dieser Einfluss zeigt sich vor allem in der Ahnenverehrung, den Bestattungsriten und bestimmten Festen wie dem Frühlingsfest und dem Drachenbootfest. Die Dong verwenden auch Reiskörner, Bambuswurzeln, Schnecken, Hühnerknochen, Augen, Blut und Eier zum Wahrsagen. Heute werden von den Dong der Taoismus, der Buddhismus und in geringerem Maße das Christentum praktiziert.

## Geister und Gottheiten
Einige Gottheiten und heilige Naturphänomene sind ebenfalls unten aufgeführt.
- Sa Ma Qing Sui, oder Sa Sui, ist die wichtigste Gottheit in der Dong-Mythologie. Sa Sui ist eine weibliche Gottheit, die ursprünglich eine Landgöttin gewesen sein könnte.
- Dorfeingangsgöttin
- Brückengöttin
- Landgötter und -göttinnen
- Drei Familien-Wohlstandsgötter
- Eine Liebesgottheit, die eigentlich aus fünf männlichen Göttern besteht.
- Gott der Verbannung des Bösen
- Geist des Himmels und der Erde
- Sonnen- und Mondverehrung (aus der chinesischen Religion abgeleitet)
- Donner und Blitz
- Berge
- Flüsse und Bäche
- Brunnen
- Zwei Feuergeister: ein guter und ein böser
- Große Steine und Felsbrocken
- Wind- und Wasserbäume" (d. h. Bäume mit magischen Eigenschaften) und uralte immergrüne Bäume
- Wasserbüffelgeister
- Reissetzling-Geister
- Geister von Obstbäumen

Schlangen werden in hohem Maße verehrt, und es wird oft angenommen, dass sie die Stammväter der alten Baiyue-Völker waren, zu denen auch die Dong gehörten. Die legendären Gründer des Dong-Volkes, Zhang Liang und Zhang Mei, werden oft um Hilfe bei Krankheiten und Katastrophen gebeten.

## Tabus und Aberglaube
In der traditionellen Religion der Dong gibt es viele Tabus, Omen und Fetische. Bei den Fetischen handelt es sich in der Regel um Pflanzenteile wie Baumzweige, Schilf, Blätter und Wurzeln. Einige der Tabus und Formen des Aberglaubens sind im Folgenden aufgeführt.
- Nicht im chinesischen Jahr des Tigers heiraten, da sie etwa neun Jahre warten müssen, bevor sie ihr erstes Kind zur Welt bringen.
- Schwangere Frauen dürfen nicht an Hochzeitszeremonien oder -vorbereitungen teilnehmen, kranke Bekannte besuchen oder Göttern opfern.
- Frauen dürfen nicht im Haus ihrer Mutter gebären. Es gibt viele weitere geburtsbezogene Tabus und Aberglauben.
- Kinder dürfen nicht vor dem Alter von einem Monat die Haare schneiden lassen. Die Haarsträhnen vom ersten Haarschnitt müssen aufbewahrt und dürfen nicht entsorgt werden.
- Särge dürfen keine Metallgegenstände enthalten, da die verstorbenen Seelen Metallgegenstände, insbesondere Kupfer, fürchten.
- Korps sollten bei Regenwetter nicht in Särge gelegt werden.
- Namen dürfen nicht gerufen werden, wenn ein Leichnam zu seinem Grab getragen wird.
- Hackstöcke sollten nicht auf Schalen geklopft werden, da dies an das Verhalten von Bettlern erinnert.
- Das Fleisch von Krähen oder toten wilden Tieren mit unbekannter Todesursache bringt Unglück und sollte nicht gegessen werden.
- Unverheiratete Männer sollten keine Schweinefüße essen, da Schweine gespaltene Hufe haben.
- Neue Häuser sollten nicht gebaut werden, wenn ein Nachbar kürzlich gestorben ist.
- Schwangere Frauen sollten nicht beim Bau neuer Häuser zusehen.
- Holz, das vom Blitz getroffen wurde, darf nicht zum Hausbau verwendet werden.
- Haupteingänge von zwei Häusern sollten sich nicht direkt gegenüberstehen, da dies zu schweren Streitigkeiten führt.
- Es ist am besten, neue Häuser nachts zu beziehen, wenn das Dorf bereits schläft.
- Am ersten Tag des Chinesisches Neujahrs sollte nichts gekauft werden, da sich sonst die Materialien für das neue Jahr verringern könnten. An diesem Tag sollten die Böden nicht gekehrt, der Müll nicht weggeworfen, Freunde nicht besucht, Streit vermieden und keine Messer zum Schneiden von Speisen verwendet werden.
- Das Lusheng sollte nicht zwischen der Aussaat und dem Einpflanzen von Reispflanzen gespielt werden, da es Insektenplagen anziehen könnte.
- Die Begegnung mit einer schwangeren Frau auf der Jagd bringt Unglück.
- Während der Jagd sollten die Namen der Tiere nicht gerufen werden, damit der Berggott nicht zum Schutz der Tiere erweckt wird.
- Fische, die flussaufwärts schwimmen, stehen unter dem Schutz der Götter, und wenn man einen fängt, bringt das Unglück.
- Am 7., 17. oder 27. Tag des Monats das Haus zu verlassen, bringt Unglück. (Dieser Brauch wird auch von den Chinesen praktiziert.)
- Eine kürzlich verstorbene Person wird auferstehen, wenn eine Katze über sie springt. Daher müssen alle Haustiere von ihnen ferngehalten werden.

## Magie und Schamanismus
Zu den Ritualen mit übernatürlichen Elementen gehören Drachentänze, Büffeltänze im Frühling und Feuerverhütungszeremonien, bei denen Asche in Boote gefüllt und flussabwärts geschickt wird.
Zauberei kann im privaten Rahmen durchgeführt werden. Es gibt viele Zwecke der Zauberei, z. B. die Abwehr böser Geister, die Rückgewinnung der Seele eines verstörten Kindes, die Rache an Feinden und die Herbeiführung von Liebe. Voodoo-Puppen, die von den Chinesen übernommen wurden, werden so hergestellt, dass man sie mit Nadeln anstecken kann, auf denen der Name und das Geburtsdatum der Person stehen. Die Puppe wird dann in einen Tontopf gesteckt und unter der Erde vergraben. Weiße Hähne können für Rachezauber verwendet werden.
Der Schamanismus wird von den Dong praktiziert und weist viele Parallelen zum Schamanismus der Miao (Hmong) auf. Eine der Hauptaufgaben der Schamanen besteht darin, die Seelen der Kranken wiederherzustellen.